# Cráneos de Dmanisi
Los cráneos de Dmanisi son un conjunto de fósiles de homínidos (cinco cráneos y cuatro mandíbulas) del sitio arqueológico cerca de Dmanisi, Georgia. Fueron descubiertos en excavaciones entre 1991 y 2005. Fechados entre, aproximadamente, 1,85 y 1,75 millones de años, estos fósiles pueden representar morfológicamente las poblaciones de homínidos que inicialmente emigraron de África. Su pequeño volumen cerebral, arquitectura esquelética primitiva y rango de variación ha sido un punto de debate por su estado taxonómico. Se ha descrito que los homínidos fósiles presentan similitudes con el Homo ergaster, y se clasifican tanto como Homo georgicus, o como una subespecie de Homo erectus, Homo erectus georgicus.
El amplio rango de variación entre los cinco individuos es sorprendente dada su proximidad geográfica y temporal entre sí. El gran grado de variación presente en estos especímenes pone en duda si las diferencias morfológicas entre Homo erectus, H. ergaster y H. rudolfensis se deben también a la variación dentro de la misma especie. Independientemente de su posición taxonómica, la proximidad espacio-temporal de estos cinco individuos proporciona evidencia de una gran variación en la morfología en las primeras poblaciones de Homo.

## Descubrimiento

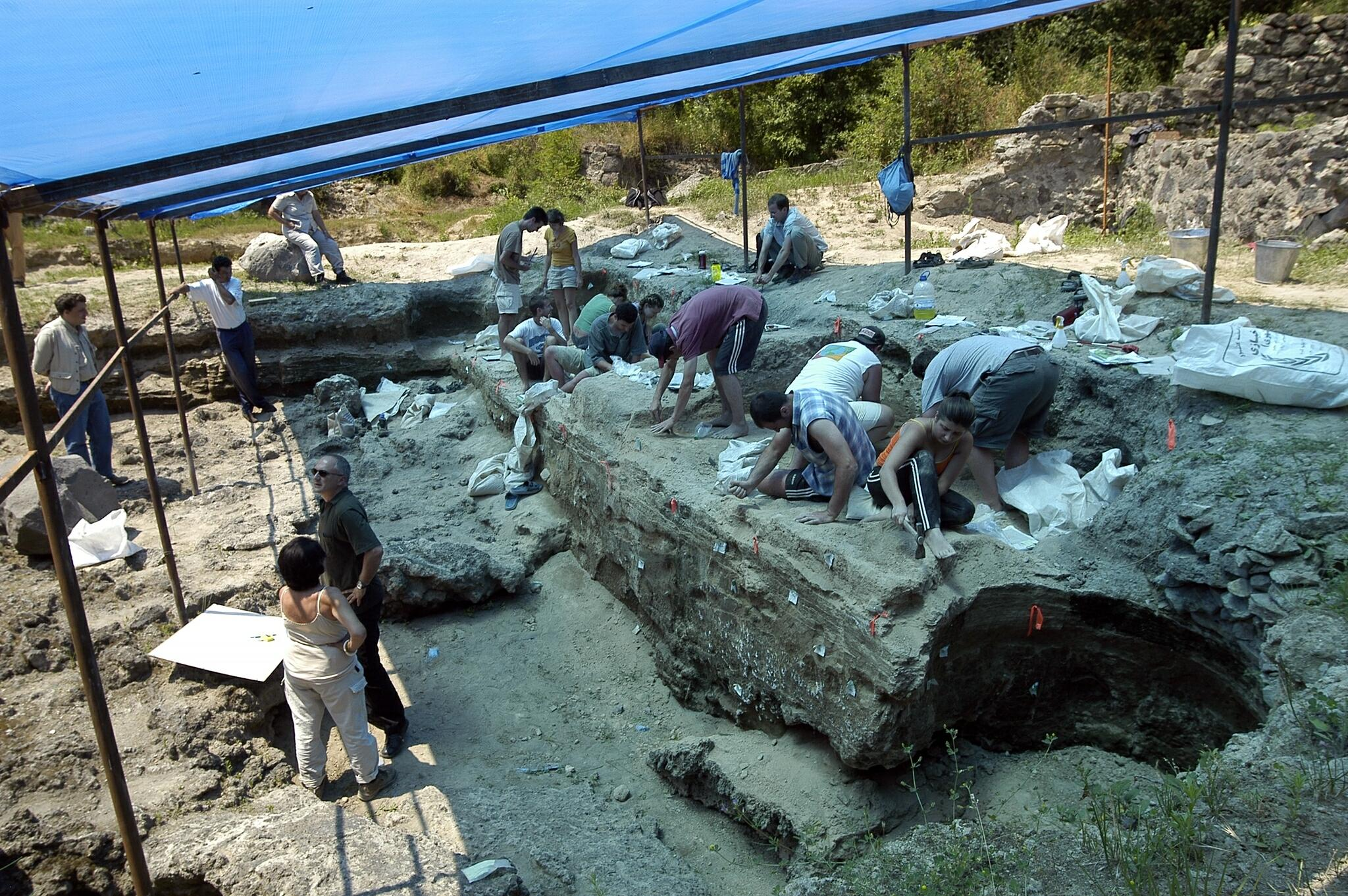
Excavación del sitio de Dmanisi (2007)

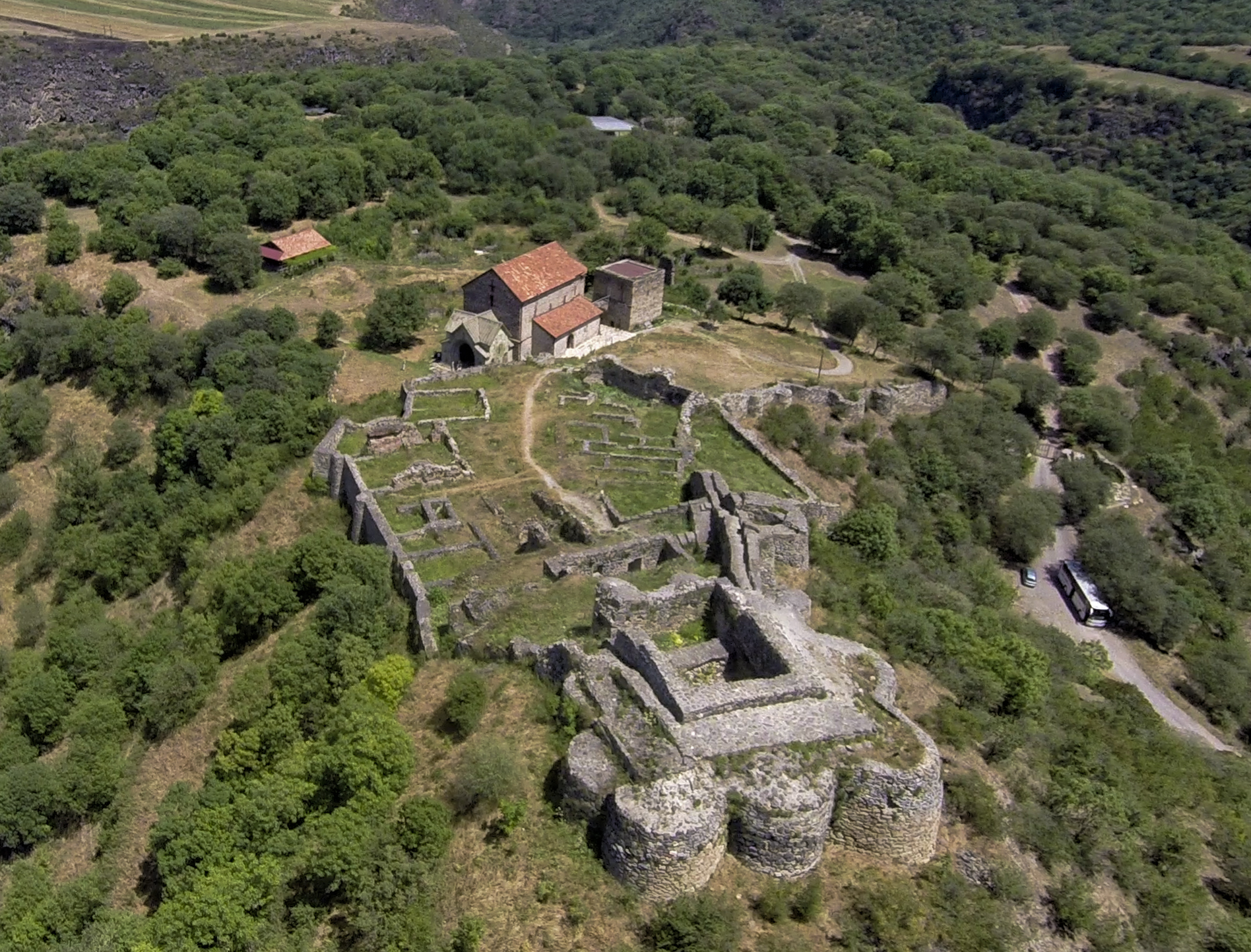
Ruinas castillo de Dmanisi

Sitio de excavación de Dmanisi (2007)
Ruinas del castillo de Dmanisi
Dmanisi es una ciudad en la región de Kvemo Kartli de Georgia, a unos 85 km al suroeste de la capital, Tbilisi. En ella se levanta la Dmanisi Sioni, una catedral del siglo VI, así como las ruinas de un castillo medieval. La evidencia inicial de materiales Plio-Pleistoceno apareció durante la excavación de 1984 de unos pozos de almacenamiento medievales. Cuando se descubrió la primera mandíbula de hominini en 1991, se asumió incorrectamente que los habitantes medievales las habían almacenado en estos pozos, sin embargo, esa creencia se demostró falsa en estudios posteriores después de un examen más exhaustivo de la estratigrafía.
Se ha descubierto una gran cantidad de especímenes de fauna del Pleistoceno extintos en el sitio. Hasta la fecha, se han descubierto más de 3000 fósiles de animales, con una mayoría (~ 70 %) de los especímenes intactos, y muchos están extremadamente bien conservados (etapa de meteorización 0 o 1). Entre estos especímenes se incluyen un rinoceronte extinto (Dicerorhinus etruscus etruscus), un caballo (Equus stenonis), un venado (Cervus perrieri) y un gato con dientes de sable (Megantereon).

## Estratigrafía y datación
El sitio arqueológico de Dmanisi ha sido ampliamente fechado a través de múltiples métodos hasta aproximadamente 1,8-1,7 millones de años. La publicación inicial del descubrimiento del cráneo 1 (D 2280) y el cráneo 2 (D 2282) mostraba cinco métodos de datación para respaldar esta fecha:
1. K-Ar y 40Ar/39Ar[7] datando el basalto de Masavera;
2. Correlación paleomagnética con el subcrono geomagnético de Olduvai;
3. Fauna de vertebrados del Plio-Pleistoceno tardío;
4. La morfología de hominina es similar a la de la H. erectus africano temprano (H. ergaster);
5. Herramientas de piedra olduvayenses (Modo 1).

La mayoría de los fósiles de fauna se conservan bastante bien debido al enterramiento rápido y al tratamiento post mortem relativamente suave. Todos los fósiles fueron enterrados en arena de toba negra/marrón oscuro justo encima del basalto de Masavera (1,85 Ma).

## Clasificación taxonómica
Los resultados de un análisis de componentes principales (PCA) realizado por Rightmire et al. respaldan la posición de que los especímenes de Dmanisi representan un punto intermedio morfológico entre H. habilis y H. erectus. Al comparar los rasgos morfológicos que están estadísticamente respaldados para representar mejor la variación entre todas las muestras de H. erectus (sensu lato) (anchura de la fosa mandibular, grosor del toro supraorbital y forma craneal), las cinco muestras de Dmanisi están más estrechamente asociadas con H. ergaster, con solo el cráneo 5 siendo un caso atípico en la forma craneal. Esta investigación mostró que la variación aparentemente grande de las dimensiones craneofaciales entre los cráneos de Dmanisi no es mayor que la de H. erectus, H. sapiens y P. boisei. Aunque esto no indica de manera concluyente cómo los especímenes de Dmanisi deben clasificarse taxinómicamente, sí demuestra cómo los cráneos de Dmanisi proporcionan evidencia del amplio rango de variación morfológica en el Homo temprano.
Los cráneos descubiertos en Dmanisi son los especímenes cerebrales más pequeños que se asignan a Homo erectus y se encuentran entre los fósiles cerebrales Homo más pequeños en general. Debido a que los cinco cráneos están compuestos por machos y hembras, así como por individuos jóvenes y adultos, proporcionan una excelente vista del rango de variación presente en el Homo temprano alrededor de 1,75 Ma. Algunos investigadores han afirmado que la naturaleza cerebral pequeña y primitiva de los cráneos los excluye de la especie H. erectus, en lugar de optar por designarlos como una especie separada, H. georgicus. Otros sostienen que la combinación única de los rasgos similares a H. habilis y los rasgos similares a H. erectus demuestran cómo esta rama de Homo temprano era un linaje único y de evolución gradual. Rightmire y col. han observado que intentar establecer límites arbitrarios entre H. habilis y H. erectus es difícil cuando los cráneos de Dmanisi representan un paso a lo largo de la evolución gradual del linaje, afirmando: «El conjunto parece ser claramente Homo, pero no puede agruparse inequívocamente con ninguno de los dos: H. habilis u H. erectus».
La marcada variación morfológica presente entre estos cinco individuos tiene implicaciones más amplias para el rango de variación que debería esperarse en los primeros Homo en su conjunto. Algunos investigadores han argumentado que el amplio rango de variación simultánea en estos cráneos representa el rango de variación que se puede esperar para otras especies Homo tempranas. En este punto de vista, H. ergaster, H. rudolfensis y los cráneos de Dmanisi se considerarían variantes geográficas de una sola, amplia y diversa especie de H. erectus. Los cambios morfológicos ocurrirían a nivel de población dentro de la especie, posiblemente debido a la separación geográfica. Desde este punto de vista, se designa a H. ergaster africano como H. erectus ergaster y los especímenes de Dmanisi se designarían H. erectus ergaster georgicus, una subpoblación geográfica. Otros han argumentado lo contrario, afirmando que la evolución de Homo temprano fue «tupida» y que la diversidad que vemos en la morfología representa mejor cómo coexistieron múltiples especies Homo separadas durante el Pleistoceno. Esta perspectiva, se separan las especies de Homo del Pleistoceno temprano-medio en: H. habilis, H. rudolfensis, H. ergaster y H. erectus.

## Cráneo 1

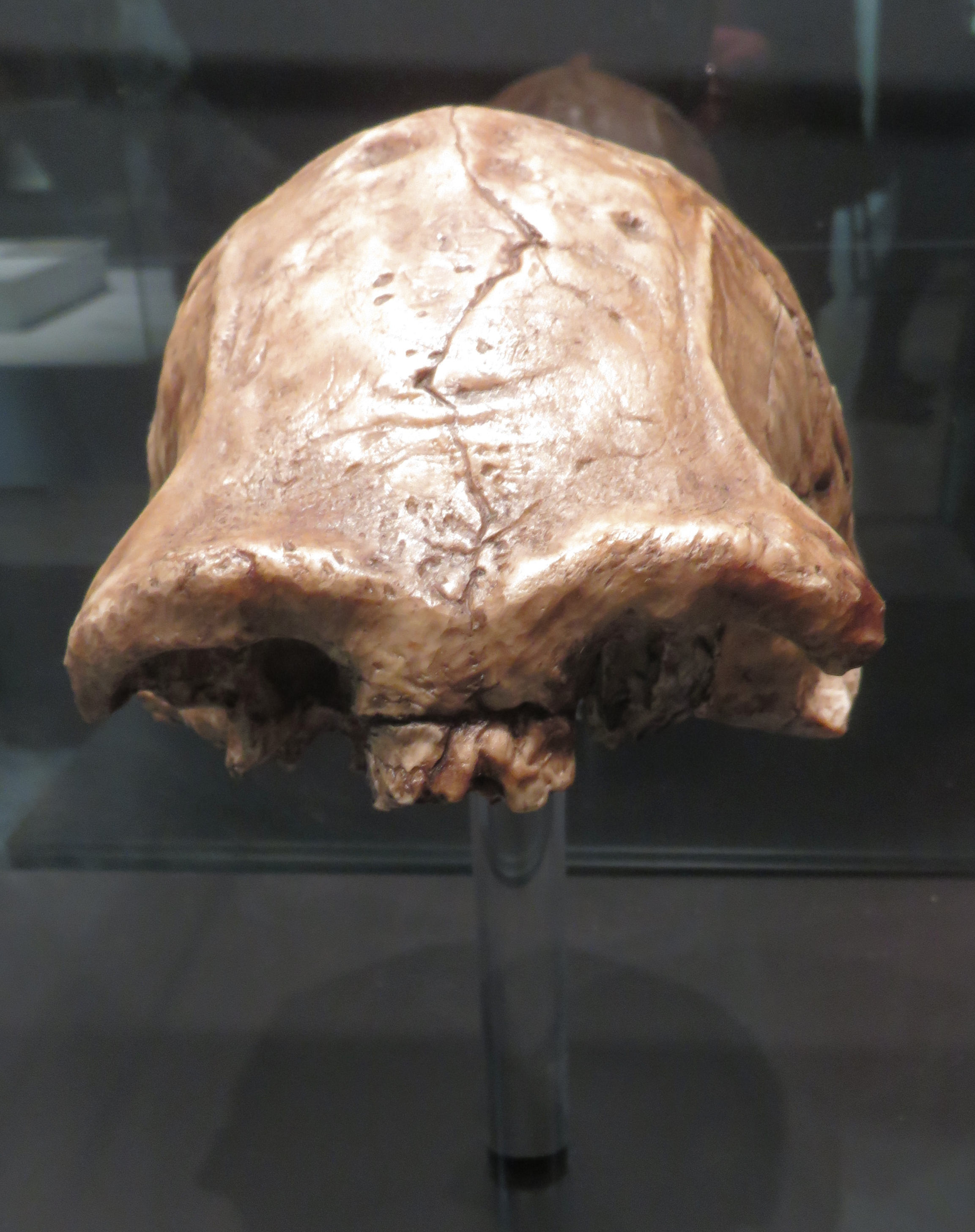
Cráneo 1 (D 2280)

El Cráneo 1 (D 2280) fue descubierto en Dmanisi en 1999, durante la misma campaña en la que se descubrió el Cráneo 2 (D 2282). El Cráneo 1, Cráneo 2 y la mandíbula del Cráneo 5 (D 2600) se encontraron dentro del mismo bloque de 2 m² del sitio.

### Morfología
El cráneo 1 (D 2280) está bien conservado en hominina calvaria. Las porciones de la base craneal y el hueso occipital están dañados, y los arcos cigomáticos faltan por completo. Además, faltan porciones de la fosa mandibular esfenoidal izquierda. La forma y estructura general de la carcasa del cerebro está bien conservada, lo que permite a los investigadores evaluar con precisión la capacidad craneal en 775 cm³. El Cráneo 1 tiene el cerebro más grande de todos los especímenes de Dmanisi por un margen de, aproximadamente, ~ 100 cm³. La edad y el sexo no pudieron verificarse de manera concluyente debido a la falta de dientes y arquitectura ósea facial.

### Taxonomía
Cráneo 1 fue inicialmente asignado a Homo ex gr. ergaster, una variante regional georgiana propuesta de Homo ergaster. Esta suposición se hizo debido a los siguientes rasgos morfológicos:
Similitudes con Homo ergaster
- Bóveda craneal fuertemente angulada;
- Moño occipital de tamaño moderado;
- Bóveda craneal delgada y alta;
- Calvaria estrecha;
- Capacidad craneal baja.

Similitudes con Homo erectus asiático
- Crestas angulares bien desarrolladas;
- Órbitas anchas;
- Relieve occipital;
- Premolares maxilares de raíz única;
- Posiciones similares de los forámenes de la base craneal.

Similitudes con otras especies de homínidos
- Pequeña capacidad craneal de 775 cm³: se parece mucho a las muestras de H. habilis u H. rudolfensis.

El mosaico de rasgos ancestrales y derivados en el Cráneo 1 conduce a la dificultad de evaluar con precisión si debe clasificarse como H. ergaster o H. erectus sensu stricto. Como tal, a veces se considera una variante regional de H. erectus sensu lato.

## Cráneo 2

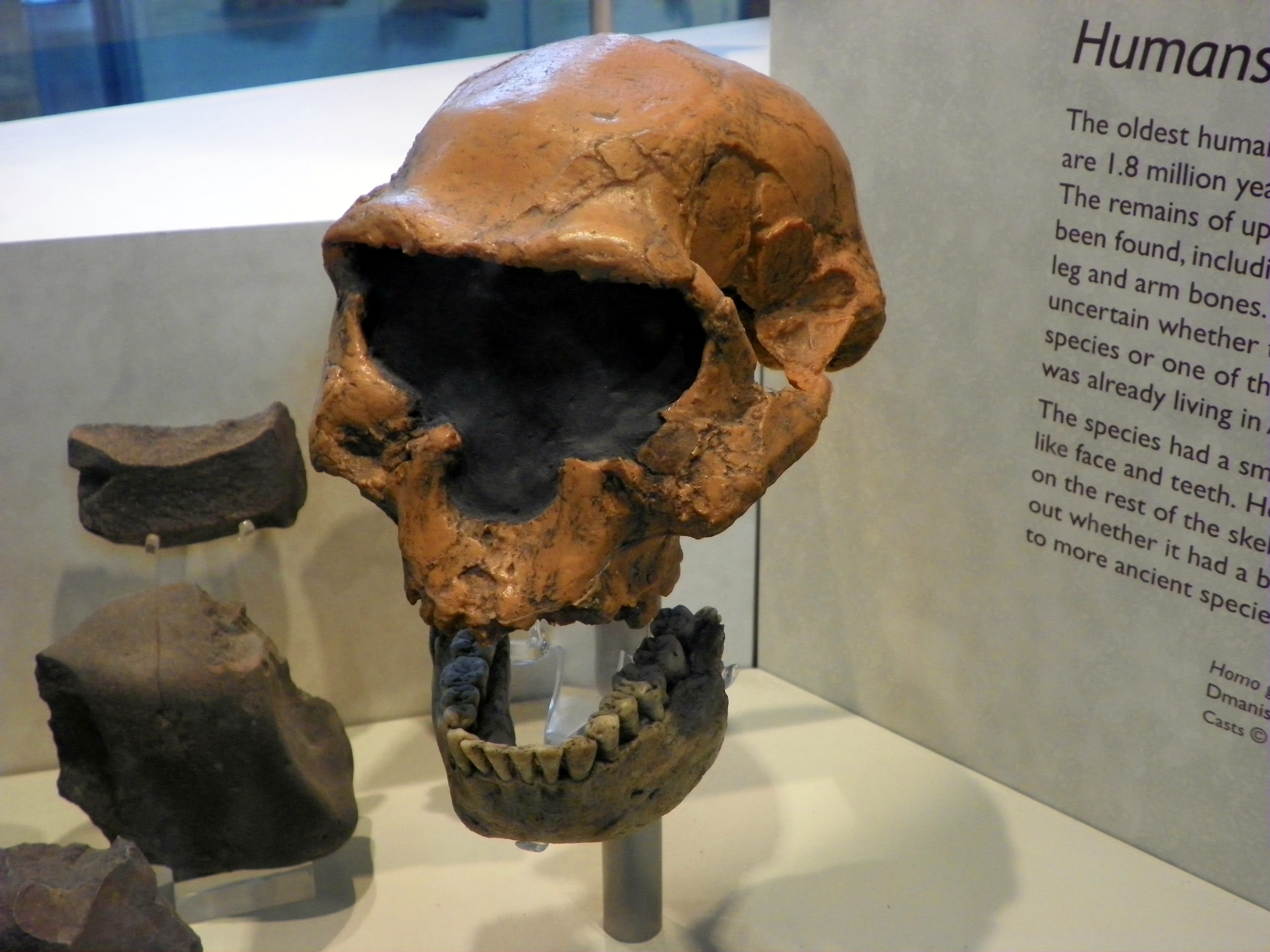
Cráneo 2 (D 2282/D 211)

El cráneo 2, un cráneo (D 2282) y su mandíbula asociada (D 211), se descubrieron en la misma temporada de campo de 1999 que el cráneo 1 (D 2280).

### Morfología
El Cráneo 2 incluye un cráneo bastante completo (D 2282) y una mandíbula bien conservada (D 211). El daño más significativo del cráneo es su falta de arquitectura facial, como los huesos nasales, los procesos frontales maxilares y parte del arco superciliar. Falta la mayoría de la base craneal. La bóveda craneal estaba sujeta a una deformación lateral menor. El cráneo todavía se conservaba lo suficientemente bien como para hacer evaluaciones sobre su capacidad craneal, edad y sexo.
La capacidad craneal de Cráneo 2 es de aproximadamente 650 cm³. Debido a la arquitectura grácil de las uniones musculares, es posible que el individuo fuera una mujer. Muchos de los dientes mandibulares todavía están presentes y en perfecto estado. El tercer molar solo entró en erupción parcialmente al morir, lo que indica que el individuo probablemente era una adulta joven.

### Taxonomía
Al igual que el Cráneo 1, el Cráneo 2 representa un mosaico de rasgos primitivos y derivados que pueden indicar que pertenecía a una población de H. ergaster que había sufrido cambios morfológicos debido a la separación geográfica.
Similitudes con Homo ergaster
- Bóveda craneal delgada y alta;
- Región post-orbital estrecha;
- Relieve occipital;
- Arco alveolar estrecho;
- Arco superciliar de tamaño moderado;
- Morfología dental similar;
- Ancho de órbitas de ojos similares.

Diferencias con Homo ergaster
- Maxilar y mandíbula cortos;
- Abertura piriforme estrecha;
- Bóveda craneal estrecha;
- Sínfisis mandibular desarrollada;
- Premolares pequeños.

## Cráneo 3

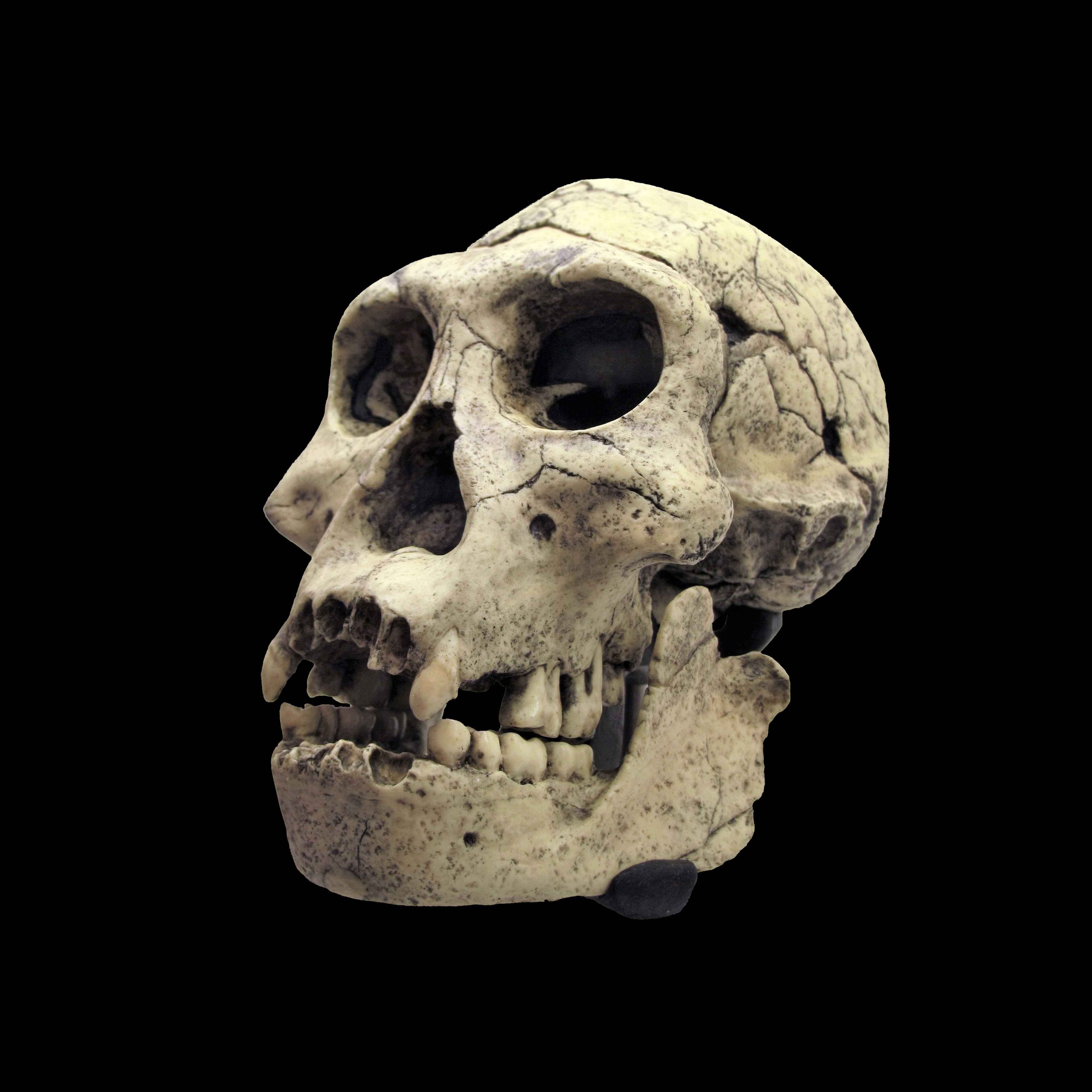
Copia del Cráneo 3 (D 2700/D 2735)

El Cráneo 3 (D 2700) y su mandíbula asociada (D 2735) se descubrieron en la campaña 2002 en los mismos estratos en los que se encontraron los cráneos 1 y 2.

### Morfología
El Cráneo 3 está notablemente bien conservado. Excepto por grietas menores en la caja cerebral, abrasión en los procesos mastoideos y arcos cigomáticos rotos, la estructura general del cráneo y la mandíbula permanecieron intactas. Cuatro de los dientes maxilares y ocho de los dientes mandibulares permanecieron articulados en sus cuencas. Además, se encontraron seis dientes desarticulados adyacentes al cráneo que encajan bien en sus respectivos alveolos. Debido a la erupción parcial de los terceros molares, es probable que el individuo fuera un joven adolescente. La estructura grácil de la arquitectura facial y los accesorios musculares indican que el individuo puede haber sido una mujer. Su capacidad craneal es de solo 600 cm³, más pequeña que las calaveras 1 y 2, pero aún más grande que el holotipo de H. habilis (KNM-ER 1813).

### Taxonomía
El Cráneo 3 es más pequeño que la mayoría de las otras muestras de H. ergaster, pero conserva similitudes morfológicas específicas que se aproximan más a H. ergaster que H. habilis. Es probable que debido a la serie de rasgos primitivos que muestra Cráneo 3, la población puede haber estado bastante relacionada con H. habilis. Una capacidad craneal de 600 cm³ está muy por debajo del umbral inferior para H. erectus, cayendo más cerca del promedio de H. habilis. Sin embargo, su arquitectura facial derivada se tiene en cuenta, los investigadores han declarado que se parece «más a un pequeño H. erectus que a H. habilis».
Similitudes con Homo habilis
- Cráneo pequeño;
- Gran proceso postglenoideo;
- Alta relación de distancia de los puntos craneométricos lambda-inión a inión-opistión;
- Forma facial pequeña;
- Amplia apertura nasal;
- Grado de constricción postorbital.

Similitudes con Homo ergaster
- Reducción de la barbilla;
- Paredes craneales bajas e inclinadas;
- Occipital inclinado hacia adelante;
- Curvatura de la articulación temporomandibular;
- Ángulo del Peñasco;
- Cresta sagital.

## Cráneo 4

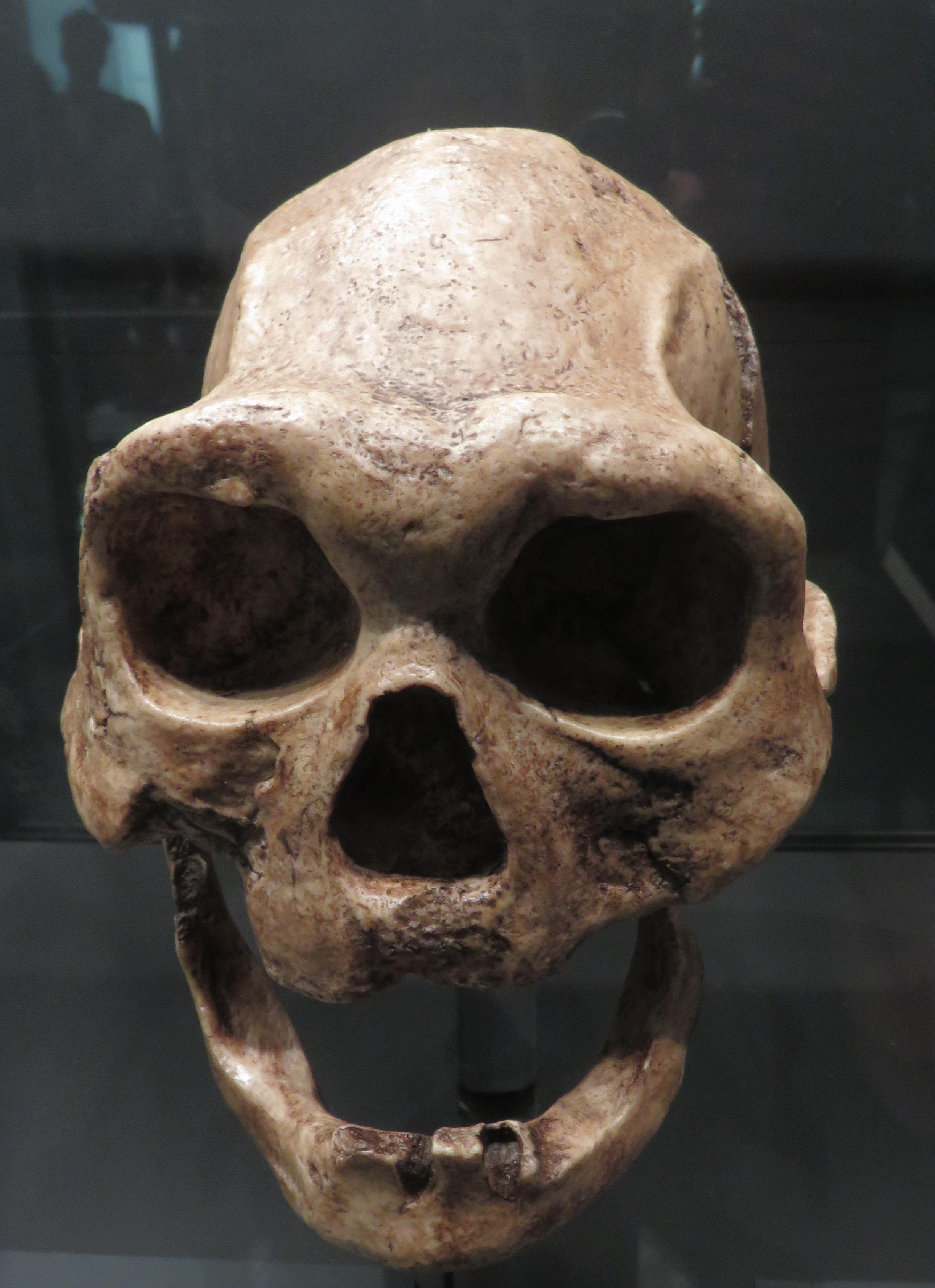
Cráneo 4 (D 3444/D 3900)

El cráneo 4 (D 3444) y su mandíbula asociada (D 3900) se descubrieron durante las campañas de excavación de 2002 a 2004. El individuo había vivido durante varios años con un solo una pieza dental, un canino izquierdo, antes de morir. Esta evidencia de deterioro masticatorio es más antigua y más extrema que los fósiles anteriores con deterioro masticatorio como los fósiles La Chapelle-aux-Saints y Bau de l'Aubésier. Como tal, su potencial dieta es un punto de interés para los investigadores. Se ha sugerido que el individuo puede haber subsistido con materia blanda como tejidos blandos de plantas y médula ósea. También es posible que el individuo estuviera recibiendo asistencia para hacer puré los alimentos antes del consumo, lo que aporta una visión importante de las posibles relaciones sociales entre las primeras poblaciones Homo y los ancianos.
La capacidad craneal es de entre 625 y 650 cm³ (la imprecisión se debe a una parte faltante en la base craneal). Este espécimen de edad avanzada, probablemente, era un hombre y todos menos un diente se perdieron antes de la muerte. Se perdió una gran cantidad de tejido óseo alrededor de la boca debido a la resorción.

### Morfología
El Cráneo 4, probablemente, era un hombre adulto mayor al morir. Esta conclusión se alcanzó en parte debido al grosor de su bóveda craneal y el desarrollo de los senos, aunque la reabsorción completa de los alveolos dentales años después de perder los dientes también podría arrojar luz sobre su edad. Se considera un hombre debido al arco supraorbitario que se proyecta, la amplia cavidad nasal, las mejillas grandes y las apófisis mastoides desarrolladas. La capacidad craneal y el tamaño general del cráneo son bastante pequeños para las muestras de H. erectus (625 cm³). Esto proporciona implicaciones interesantes en el amplio rango de tamaños entre individuos del mismo sexo en esta población, ya que Cráneo 5 es significativamente más grande.
Todos los alvéolos mandibulares se habían reabsorbido por completo al morir, excepto los caninos. La extensa remodelación de la arquitectura mandibular y maxilar implica que el individuo había vivido en su mayoría sin dientes durante varios años antes de la muerte. Actualmente no está claro si la pérdida de dientes se debió a la vejez, alguna patología o ambas.

### Taxonomía
El Cráneo 4, como los otros especímenes de Dmanisi, se ha interpretado como una variante regional de H. erectus sensu lato. El cráneo muestra una serie de puntos de referencia morfológicos que lo identifican como H. erectus u H. ergaster, a saber, el arco supraciliar en forma de barra, la cresta sagital y los parietales aplanados. Sin embargo, también comparte una serie de rasgos únicos del paleodeme de Dmanisi, como su capacidad craneal relativamente pequeña que se aproxima más a los valores de H. habilis, su grado de proyección facial media y constricción frontal, sus pequeños terceros molares y su delicada placa timpánica. El conjunto de rasgos primitivos que comparte con especies anteriores de Homo y Australopithecus puede indicar que la especie representa la transición entre H. habilis y H. erectus, sin embargo, sus similitudes con H. erectus asiático proporcionan una explicación alternativa de que representa mejor el aislamiento geográfico de especies de H. erectus ya establecidas.
Similitudes con Homo erectus sensu lato
- Proyección, crestas angulares de cejas;
- Silla nasal elevada;
- Punta mastoidea aplanada;
- Cresta sagital;
- Foramen lacerum restringido.

Similitudes con Homo erectus asiático
- Parietales relativamente aplanados;
- Presencia de crestas occipitomastoides;
- Presencia de crestas paramastoides.

Similitudes con otros cráneos de Dmanisi
- Pequeña capacidad craneal;
- Pequeño tercer molar;
- Proyección facial media;
- Placa timpánica delicada;
- Constricción frontal;
- Ausencia de proceso supratubario;
- Cresta sagital doble;
- Poca o ninguna barbilla.

## Cráneo 5

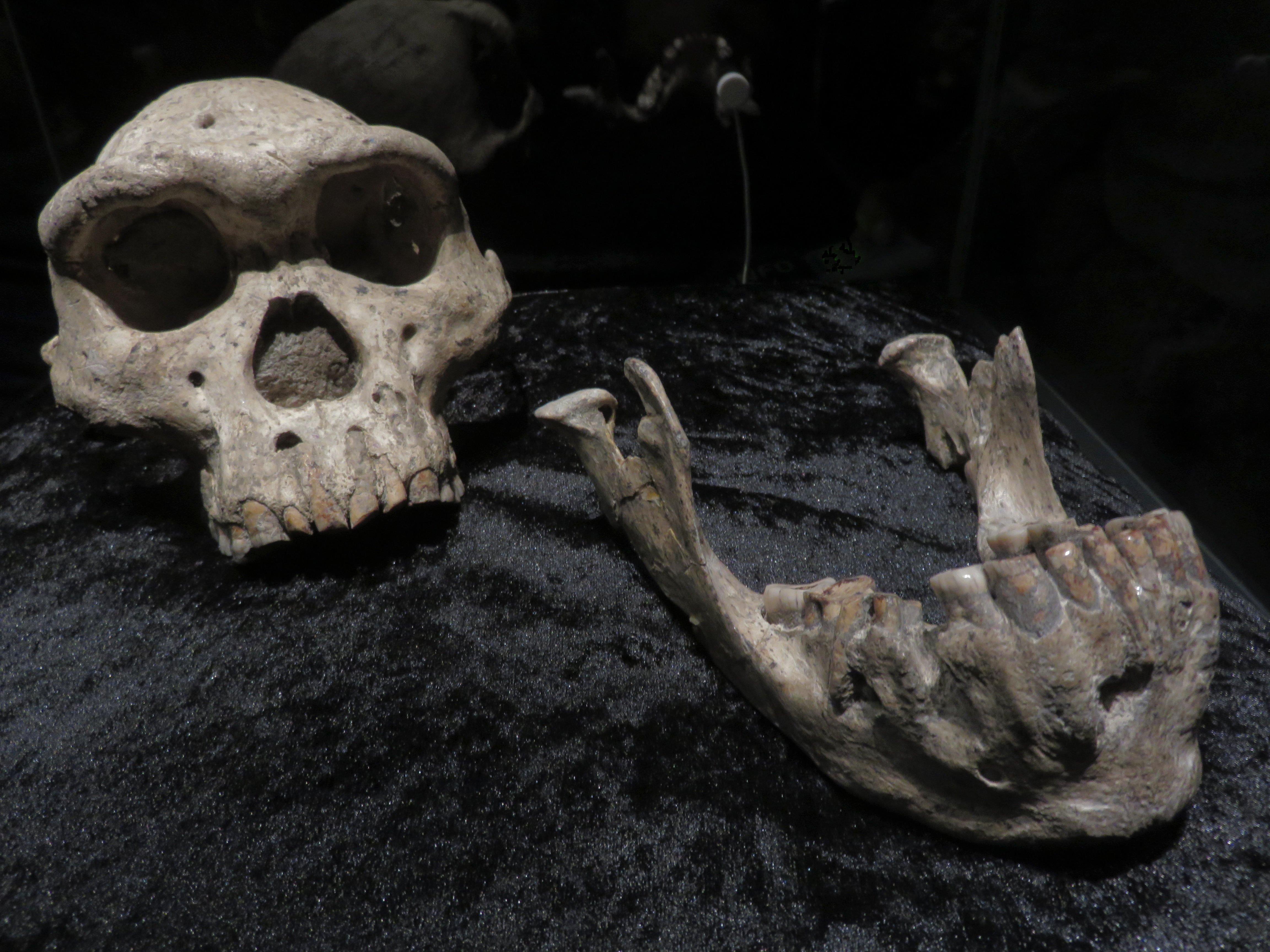
Cráneo 5 (D 4500/D 2600)

El Cráneo 5 (D 4500) fue descubierto durante la temporada de campo 2005. La mandíbula asociada (D 2600) se encontró más de una década antes, en 1991. La excelente conservación, tanto del cráneo como de la mandíbula, lleva al Cráneo 5 a ser uno de los cráneos de homínidos del Pleistoceno más completos jamás descubiertos.

### Morfología
El Cráneo 5 muestra la capacidad craneal más pequeña de todos los cráneos de Dmanisi (~ 545 cm³). El rango entre el tamaño del cerebro del Cráneo 5 y el Cráneo 1 (el cráneo de Dmanisi con la mayor capacidad craneal) es de aproximadamente 230 . Los puntos de articulación bien conservados entre el cráneo y la mandíbula también permitieron a los investigadores evaluar con precisión cómo la mandíbula de H. erectus (sensu lato) se orientaba con el cráneo. La cara de Cráneo 5 es bastante primitiva, con un importante prognatismo, grandes crestas en las cejas y uniones musculares muy robustas. En comparación con el bastante grácil Cráneo 2 y Cráneo 4(potencialmente una mujer y un hombre respectivamente), Cráneo 5 es significativamente más robusto. El tamaño del cráneo indica que las proporciones corporales del individuo habrían sido muy similares a las de los humanos modernos.
La caja cerebral del Cráneo 5 es baja, ancha y con forma de campana, con una menor cresta sagital y una squama frontalis ligeramente inclinada. Tiene una arquitectura esquelética bastante primitiva, con grandes músculos masticatorios, grandes arcos cigomáticos y una protuberancia occipital sobresaliente. Hay evidencia de que el individuo dañó su arco cigomático derecho en vida, ya que hay indicios de curación in vivo. Su arquitectura altamente robusta, es decir, su marcado prognatismo, arcos cigomáticos abocinados y su forma facial alta y ancha indican fuertemente que el individuo era hombre.

### Taxonomía
Las diferencias aparentes entre el Cráneo 5 y H. erectus típico han llevado a algunos investigaciones a clasificarlo como una especie separada, Homo georgicus, mientras que otros insisten en que es evidencia del amplio rango de variación entre la más amplio población de H. erectus.
Similitudes con Homo habilis
- Pequeña capacidad craneal;
- Estructura maxilar similar;
- Estructuras dentoalveolares similares;
- Prognatismo significativo.

Similitudes con Homo ergaster
- Arquitectura media facial similar;
- Amplio clivus nasoalveolar;
- Tamaño y estatura del cuerpo (estimados);
- Grandes crestas supraciliares en forma de barra;
- Escama frontal inclinada.

## Industria lítica asociada

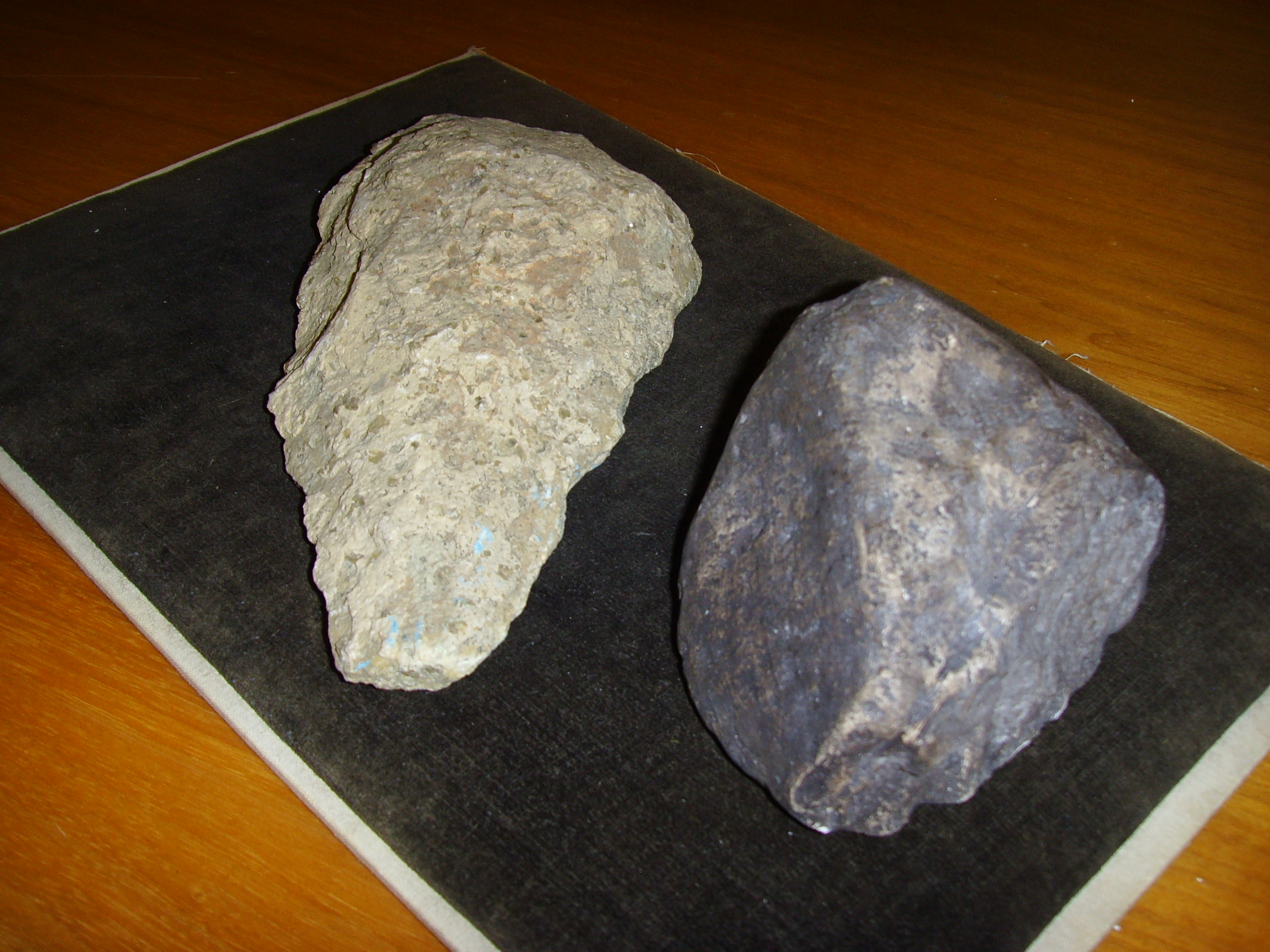
Chopper de Dmanisi del Modo 1 (derecha) comparado con un bifaz del más «moderno» estilo achelense.

Se han descubierto más de 1000 herramientas de piedra del Pleistoceno, incluidos los choppers, raspadores y lascas olduvayenses (Modo 1). Estas herramientas se fabricaron con piedra de grano fino de origen local, como basalto y cuarcita. Datadas alrededor de 1,7 Ma, el conjunto de herramientas de piedra de Dmanisi es anterior a la evidencia más temprana de bifaces achelense, que aparecen por primera vez en el registro arqueológico hace alrededor de 1,6 millones de años. En el momento de su descubrimiento, eran algunas de las herramientas de piedra más antiguas que se encontraron fuera de África. Desde entonces, se descubrieron herramientas olduvayenses de 2,12 millones de años en Shangchen, China, que son anteriores a las herramientas de piedra de Dmanisi, lo que proporciona evidencia de migraciones incluso anteriores fuera de África.
Se descubrieron ocho huesos de fauna con marcas de corte de herramientas de piedra en el mismo estrato que el Cráneo 4 (D 3444/D 3900). Esto proporciona una fuerte evidencia de consumo de carne en el sitio, que se ha correlacionado con un gran tamaño del rango de habitación y una movilidad logística más extensa. Se ha sugerido que la introducción de carne en la dieta de hominina permitió el apoyo de los grandes costos de energía involucrados en el aumento del tamaño del cerebro y el cuerpo, así como también permitió que las primeras poblaciones Homo sobrevivieran durante el invierno.